# Simulium nyasalandicum
Simulium nyasalandicum är en tvåvingeart som beskrevs av Meillon 1930. Simulium nyasalandicum ingår i släktet Simulium och familjen knott. Inga underarter finns listade i Catalogue of Life.